# Lingue hmong-mien
Le lingue hmong-mien, dette anche miao-yao, sono una piccola famiglia linguistica composta da 38 lingue parlate principalmente nel sud della Cina, in Vietnam, in Laos ed in Thailandia.

## Classificazione
Secondo l'edizione 2009 di Ethnologue, la famiglia delle lingue hmong-mien è composta da 38 idiomi suddivisi nel modo seguente:
- Lingue hmong (o miao) (32)
  - Lingue bunu (4)
  - Lingue chuanqiandian (22)
  - Lingua pa-hng [codice ISO 639-3 pha]
  - Lingue qiandongg(3)
  - Lingue xiangxi (2)
- Lingue mien (o yao) (5)
  - Lingua biao-jiao mien [bje]
  - Lingue mian-jin (3)
  - Lingua dzao min [bpn]
- Lingua she [shx]